# Takydromus formosanus
Espèce
Synonymes
- Tachydromus formosanus Boulenger, 1894

Takydromus formosanus est une espèce de sauriens de la famille des Lacertidae.

## Répartition
Cette espèce est endémique de Taïwan.

## Étymologie
Le nom de cette espèce, formosanus, fait référence à la distribution de cette espèce, « Formosa » étant le nom longtemps utilisé en Europe pour désigner Taïwan.

## Publication originale
- Boulenger, 1894 : Description of a new lizard and a new fish obtained in Formosa by Mr. Holst. Annals and magazine of natural history, ser. 6, vol. 14, p. 462-463 (texte intégral).